# Clatrina
La clatrina es una proteína que forma el recubrimiento de las microcavidades de membranas celulares donde se sitúan receptores de lipoproteínas. Son receptores de lipoproteínas (LDL) y se encuentran especialmente en hígado y otros tejidos periféricos como ovarios y corteza adrenal. Una vez reconocida la partícula lipoproteica por los receptores E y B-100 se produce la invaginación de la membrana plasmática, que luego se fusiona formando una vesícula endocelular. La formación de vesículas recubiertas de clatrina tiene cuatro estados: la preparación, el ensamblaje, la liberación y el desrevestimiento. La clatrina fue aislada y nombrada por primera vez por Barbara Pearse en 1975.

## Síntesis
La clatrina es una proteína citosólica que se sintetiza en los ribosomas libres del citosol. Una vez sintetizada, la cadena con estructura primaria se ensambla y pliega adoptando su conformación definitiva gracias a chaperonas como la HSP 60. Si la conformación resulta en errónea será corregida por otras chaperonas como la HSP70. En caso de que la proteína siga teniendo una conformación equivocada será marcada con ubiquitina y degradada en el proteosoma.

## Estructura
La clatrina está formada por tres cadenas pesadas y tres cadenas ligeras que forman el trisquelion. Los trisqueliones unidos a la membrana conforman una caja poliédrica que provoca la invaginación de la membrana. Esta caja está regulada por las cadenas de clatrina: las pesadas le dan la base estructural mientras que las ligeras regulan su formación y su rotura.
En las cajas poliédricas, cada vértice está en el centro de un trisquelion y sus extremos están formados por las patas superpuestas de cuatro trisqueliones. Estos poliedros tienen doce caras pentagonales y una cantidad variable de caras hexagonales. 
La clatrina se encuentra alrededor de las vesículas que transportan proteínas TM, ligadas a la glicosilfosfatidilinositol(GPI) y secretadas desde el Golgi hasta la membrana plasmática.

## Relación entre la clatrina y el transporte entre membranas
El proceso comienza por el reconocimiento de los receptores de cargamento (en la membrana del Golgi) por parte de la adaptina, una proteína que se encarga también de unir los trisqueliones en forma de red. Los trisqueliones unidos a la membrana provocan la invaginación de esta membrana dando lugar a vesículas. Cuando se produce la gemación de una vesícula, esta se desprende de su unión a la membrana con la ayuda de una proteína llamada dinamina, un tipo de GTPasa. Una vez la vesícula se ha desprendido de la superficie de Golgi, ésta queda libre de clatrina por la acción de un tipo de ATP-asa (Hsp70-ATP). La vesícula que ya no está revestida por la clatrina se acopla a los endosomas tardíos, los precursores inmediatos de los lisosomas, fusionándose las membranas de ambos.

### Relación entre la clatrina y la endocitosis

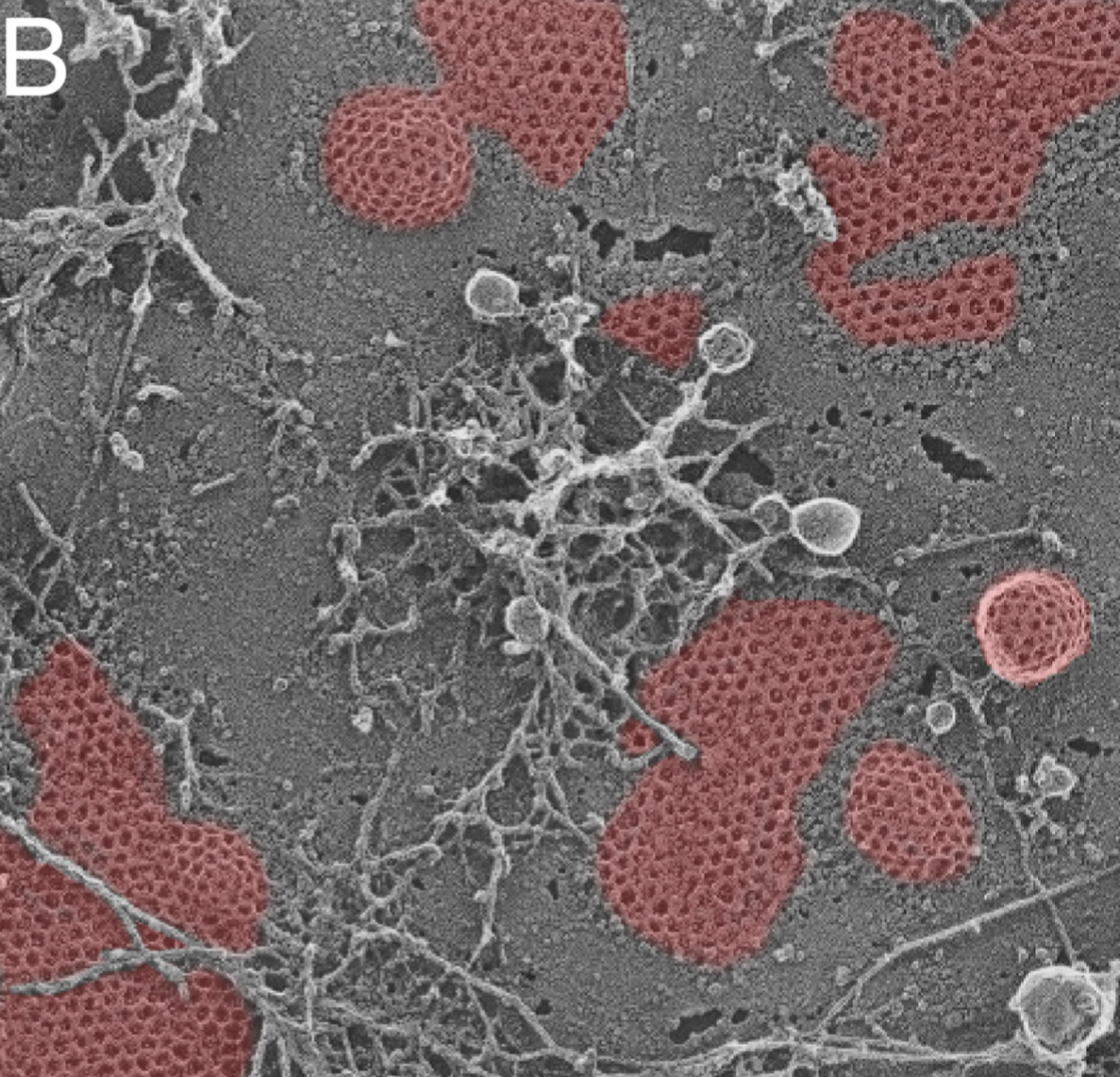
Islas de Clatrina (en rojo) en la membrana plasmática con endocitosis.

La endocitosis es un mecanismo de la célula que permite introducir material extracelular dentro de la célula. Mediante este proceso, las vesículas recubiertas de clatrina actúan para incorporar diferentes moléculas como por ejemplo el LDL (transporte de colesterol). Estas moléculas son reconocidas por proteínas específicas situadas en el bache de clatrina. A partir de la invaginación de una porción de la membrana plasmática son transportadas hasta los destinos intracelulares.